# NIKA Racing
NIKA Racing (Nicklas Karlsson Racing) – szwedzki zespół wyścigowy założony w 2006 roku przez byłych kierowców wyścigowych Nicklasa Karlssona oraz Erica Lindgrena. Ekipa startuje w World Touring Car Championship od 2010 roku. Zanim zespół dołączył do stawki WTCC działał także w Scandinavian Touring Car Championship oraz Swedish Touring Car Championship.

## Starty

### World Touring Car Championship
| Rok  | Samochód               | Kierowcy           | Wyścigi | Wygrane | PP | NO | Pkt | M.K. | M.Z. |
| ---- | ---------------------- | ------------------ | ------- | ------- | -- | -- | --- | ---- | ---- |
| 2010 | Chevrolet Cruze LT     | Leonel Pernía      | 2       | 0       | 0  | 0  | 1   | 22   | –    |
| 2012 | Chevrolet Cruze 1.6T   | Rickard Rydell     | 2       | 0       | 0  | 1  | 14  | 19   | –    |
| 2013 | Chevrolet Cruze 1.6T   | Michel Nykjær      | 18      | 3       | 1  | 1  | 180 | 7    | –    |
| 2013 | Chevrolet Cruze 1.6T   | Hiroki Yoshimoto   | 2       | 0       | 0  | 0  | 0   | —    | –    |
| 2013 | Chevrolet Cruze 1.6T   | Rickard Rydell     | 2       | 0       | 0  | 0  | 0   | —    | –    |
| 2013 | Chevrolet Cruze 1.6T   | Yukinori Taniguchi | 2       | 0       | 0  | 0  | 0   | —    | –    |
| 2014 | Honda Civic Super 2000 | Yukinori Taniguchi | 2       | 0       | 0  | 0  | 0   | 27   | 8    |